# Sergiolus gertschi
Espèce
Sergiolus gertschi est une espèce d'araignées aranéomorphes de la famille des Gnaphosidae.

## Distribution
Cette espèce se rencontre aux États-Unis en Californie et au Mexique en Basse-Californie,,.

## Description
Les mâles mesurent de 4,11 à 4,45 mm et les femelles 5,54 mm en moyenne.

## Étymologie
Cette espèce est nommée en l'honneur de Willis John Gertsch.

## Publication originale
- Platnick & Shadab, 1981 : A revision of the spider genus Sergiolus (Araneae, Gnaphosidae). American Museum novitates, no 2717, p. 1-41 (texte intégral).